# Германия на монетах Древнего Рима

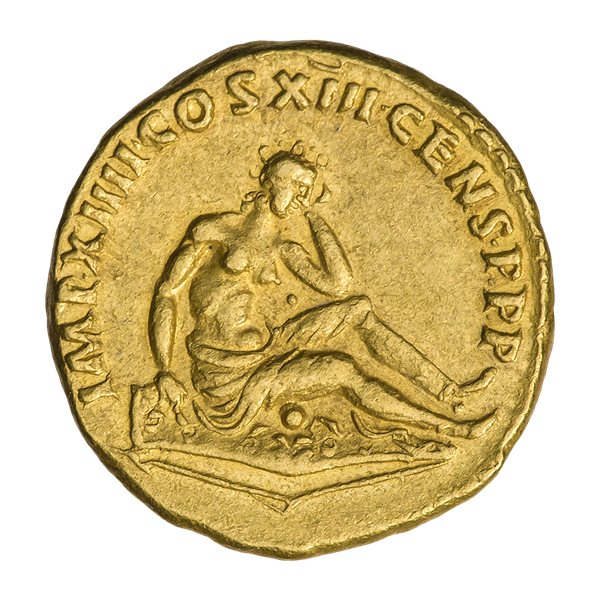
Германия на ауреусе Домициана

Германия на монетах Древнего Рима в виде аллегорического изображения женщины присутствует на нескольких десятках монетных типов Римской империи. Их чеканка приходится на периоды правления Домициана, Траяна, Адриана и Марка Аврелия. Впервые Германию представили скорбящей женщиной рядом с символами поражения, такими как сломанное копьё и брошенные на землю щиты. Поводом стали военные действия римлян под руководством Домициана с германским племенем хаттов в 83—85 гг. Среди многих типов связанных с этим событием выделяют монеты с легендой «GERMANIA CAPTA» («завоёванная Германия»).
При Траяне Германию показывают «умиротворённой» женщиной, а при Адриане её изображение на монетах является одним из серии персонификаций провинций Римской империй. Тяжёлая, но в целом успешная, Маркоманская война нашла отображение в монетах с легендой «GERMANIA SVBACTA» («подчинённая Германия»).

## Германия на монетах Домициана

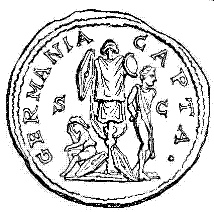
GERMANIA CAPTA

Впервые аллегорическое изображение Германии появилось на монетах Домициана (81—96 гг.). Оно связано с военными действиями против племени хаттов в 83—85 гг., которыми руководил лично император. Их результатом стало расширение границ империи до рек Лан и Майн, сокращение протяжённости границы, а также установление путей сообщения между войсками на Рейне и Дунае. Тактика римлян в этой войне была относительно проста — продвижение и строительство оборонительных крепостей.
Эти походы позволили Домициану принять титул «Германика» в значении «победителя германцев» и справить триумф. Тацит и Дион Кассий в своих произведениях напрямую обвиняют императора в жульничестве, направленном на преувеличение своих заслуг и военных успехов. Современные историки «оправдывают» Домициана и указывают на пристрастное негативное отношение античных писателей, писавших во время правления императоров из династии Антонинов, к последнему представителю Флавиев.
Как бы там ни было, тема победы над Германией получила широкое распространение на монетах. Доктор исторических наук и один из ведущих специалистов по античной нумизматике М. Г. Абрамзон подчёркивает, что изображения на монетах не дают возможности заподозрить Домициана в чрезмерном преувеличении своих побед. Так, на монетах Домициана широко освещена тема победы над Германией и практически отсутствуют отсылки к завоеваниям в других частях империи.
Первые победы над германцами ознаменовали появление монет с аллегорическим изображением Германии в виде полуобнажённой скорбящей женщины, сидящей на щитах рядом со сломанным копьём. Другими сюжетами, связанными с победами римского оружия над хаттами, являются:
- пленный германец сидит под трофеем[13];
- Домициан на коне в военном снаряжении попирает германцев (монетный тип «Debellator» — «победитель»)[14][15];
- пленный германец стоит справа, Германия сидит слева от трофея без[16] или с надписью «GERMANIA CAPTA» («завоёванная Германия»)[17];
- Юпитер Победитель (лат. Iovi Victor) держит на руке богиню победы Викторию[18];
- Домициан в военной одежде с копьём и паразониумом попирает ногой персонификацию Рейна[19][20];
- перед Домицианом коленопреклонённый германец со щитом и сломанным копьём[21];
- богиня победы Виктория пишет на щите трофея «DE GER». Под трофеем сидит коленопреклонённая Германия[22];
- в центре трофей, по бокам сидят пленные германец и Германия[23].

## Германия на монетах императоров из династии Антонинов

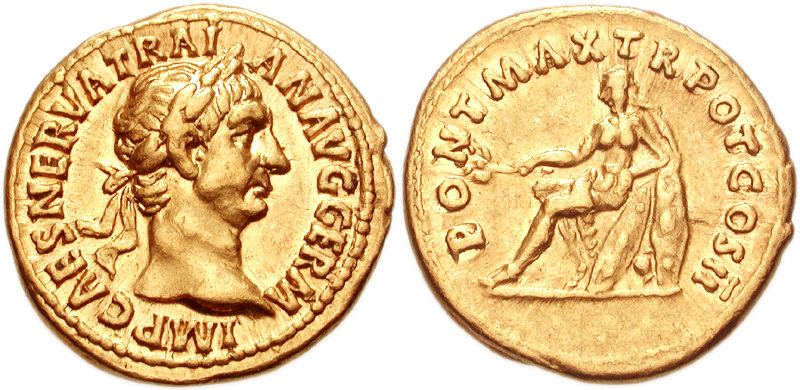
Germania pacata («умиротворённая Германия»)

Траян (98—117) ещё до начала своего правления лично занимался укреплением системы оборонительных сооружений на границе между Римской империей и германскими племенами. В отличие от Домициана он не вёл с ними завоевательных войн. Улаживание возникавших конфликтов мирным путём и несколько «превентивных» походов римской армии, позволили ему, ещё до занятия престола получить титул «Германика». На монетах начала его правления Германия выступает уже не в качестве «завоёванной», а как «умиротворённая» (лат. pacata). Её изображают женщиной, сидящей на кресле из щитов, с оливковой ветвью в руке.

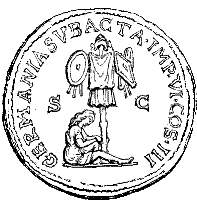
GERMANIA SUBACTA

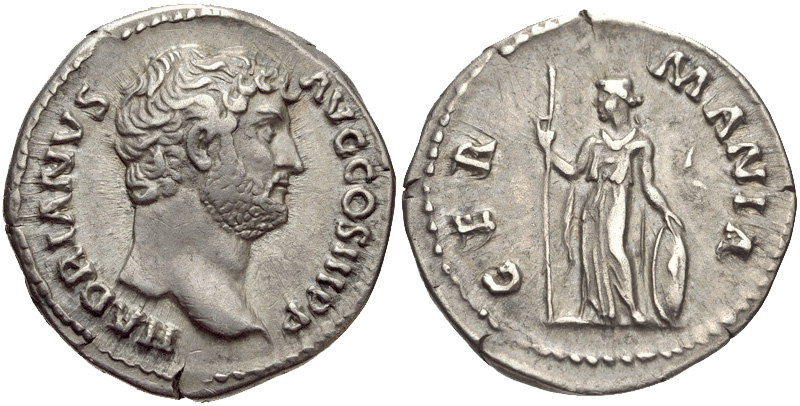
Денарий Адриана с персонификацией Германии

При Адриане (117—138) выпустили серию монет с изображением персонификаций входящих в империю земель. Под властью Рима находились провинция Нижняя и Верхняя Германии. На некоторых его денариях Германия изображена женщиной в полный рост с копьём и щитом.
Серия монет с «подчинённой Германией» (лат. Germania subacta) связана с войнами Марка Аврелия (161—180) против множества германских племён, таких как готы, лангобарды, квады, маркоманы, вандалы, хавки, хатты и др. В целом римлянам удалось, ценой огромных усилий в ходе Маркоманской войны, победить вторгшихся на территорию империи варваров. Среди множества монетных типов Марка Аврелия выделяют и «Germania subacta», который по своему оформлению повторяет выпуск периода Домициана «Germania capta».